# Beiwei Xiaowudi
Beiwei Xiaowudi of Yuan Xiu (元脩) (persoonlijke naam) was de laatste keizer van de Chinese Noordelijke Wei-dynastie. 

## Levensloop
Xiaowudi was een kleinzoon van keizer Beiwei Xiaowendi. Na de moord op keizer Beiwei Xiaozhuangdi in 531 brak er een troonstrijd uit tussen de Erzhu-clan en generaal Gao Huan. Gao Huan won en zette Xiaowudi op de troon. Xiaowudi wilde zich losmaken van generaal Gao Huan en zocht steun bij generaal Yuwen Tai. Resultaat, Gao Huan scheurde zich af en stichtte de Oostelijke Wei-dynastie, met Xiaojingdi als keizer en generaal Yuwen Tai vergiftigde Xiaowudi en stichtte de Westelijke Wei-dynastie, met Xiwei Wendi als keizer.